# Елизабет Гьоргъл
Елизабет Гьоргъл (на немски: Elisabeth Görgl) е австрийска състезателка по ски алпийски дисциплини, двукратна световна шампионка от Гармиш-Партенкирхен 2011 и носителка на два бронзови медала от Олимпиадата във Ванкувър през 2010 г. Състезава се успешно във всички алпийски дисциплини.

## Биография
Елизабет Гьоргъл е родена на 20 февруари 1981 г. в Брук на Мур и израства в Капфенберг. Научава се да кара ски по хълмовете около населеното място и осемгодишна решава да стане скиорка като известната си майка.
Когато е на девет отива да учи в училището на брат си Щефан Гьоргъл в ски-училището в Шладминг, което е последвано от ски-гимназията в Щамс.
Дебютира в състезание на ФИС през сезон 1996/97. През декември 1996 г. се контузва тежко и пропуска остатъка от сезона. След това печели младежкото първенство на Австрия и третото място в слалома на световното първенство за младежи, преди да се контузи отново тежко. През сезон 1999/2000 се етаблира в Европейската купа, като най-силната ѝ дисциплина е слаломът.

## Спортна кариера

### Световна купа
Дебютира за Световната купа в края на сезон 1999/00. Има четири победи, две в гигантския слалом през сезон 2007/08, една в супер-гигантския през сезон 2009/10 и една в спускането през 2011/12. Общо 33 пъти печели място на подиума, като постига успехи във всички дисциплини.
| сезон     | генерално | супер-Г | гигантски слалом | спускане | слалом | комбинация |
| --------- | --------- | ------- | ---------------- | -------- | ------ | ---------- |
| 2010/2011 | 5         | 9       | 4                | 4        | 33     | 4          |
| 2009/2010 | 6         | 2       | 18               | 26       | 29     | 4          |
| 2008/2009 | 8         | 14      | 4                | 10       |        | 5          |
| 2007/2008 | 4         | 2       | 2                | 11       | 42     | 8          |
| 2006/2007 | 11        | 23      | 11               | 14       | 35     | 8          |
| 2005/2006 | 10        | 11      | 16               | 8        | 36     | 15         |
| 2004/2005 | 12        | 12      | 10               | 34       | 22     | 11         |
| 2003/2004 | 10        | 38      | 4                |          | 5      |            |
| 2002/2003 | 40        |         | 27               |          | 18     |            |

### Световни първенства
Участва на общо пет световни първенства от 2003 до 2011 година, като печели бронзовия медал в суперкомбинацията във Вал д'Изер 2009 и златните медали в спускането и супер-гигантския слалом в Гармиш-Партенкирхен 2011.

### Олимпийски игри
Участва в спускането на Зимните олимпийски игри в Торино 2006, където отпада, и във всички дисциплини във Ванкувър 2010, където печели бронзовите медали в спускането и гигантския слалом и завършва съответно на пето и седмо място в супер-гигантския слалом и в слалома. Гьоргъл е единствената австрийка, която печели медал от Олимпиадата във Ванкувър в алпийските дисциплини.

## Семейство
Майка ѝ Траудъл Хехер печели бронзовите медали в спускането на Олимпиадите в Скуо Вали и в Инсбрук през 1960 и 1964 година.
Брат ѝ Щефан Гьоргъл също е състезател по ски алпийски дисциплини.